# 勇戰神駒
勇戰神駒（英語：Panfield，來港前稱），是一匹曾在智利和香港出賽的澳洲賽駒，為2020/2021馬季最佳長途馬，來港前已貴為智利三冠馬王，來港後練馬師是苗禮德。競賽生涯中四勝國際一級賽。

## 簡介
來港前，「勇戰神駒」曾在智利希碧高馬場勝出三項國際一級賽，在G Ulloa胯下包辦2019年三歲三冠大賽的冠軍，由1600米贏上2400米，而這三場賽事分別是智利二千堅尼、Nacional Ricardo Lyon和El Ensayo Mega。同年，「勇戰神駒」當選為智利馬王。
2020年11月18日，「勇戰神駒」於香港首次出賽。
2021年2月21日，「勇戰神駒」打開其在港的勝利之門。
2021年3月21日，史卓豐策騎「勇戰神駒」出戰四歲系列賽尾關香港打吡大賽，取得第三名，以四分之三個馬位之差敗於「達心星」，而第二名則是「將王」。
2021年5月23日，田泰安策騎「勇戰神駒」勝出國際一級賽香港冠軍暨遮打盃。因為「勇戰神駒」平磅作賽之下力挫一眾長途好手捧盃，所以賽後本地評分被狂加15分，由100分急升至115分，並取代103分之「烽煙四喜」，成為苗禮德馬房最高分的賽駒。賽後，田泰安表示他的好友祖格拉於5月15日在毛里裘斯一場賽事中墮馬身亡，令他感到傷心。今天這場勝仗為田泰安帶來極大安慰，而他特別向太太致謝。他描述賽中莫雷拉策騎「時時有餘」從旁逼近，少不免一番激戰。他也表示因為莫雷拉有數次在大賽中從旁逼近，結果將他擊敗，所以他對這次在惡鬥下擊敗莫雷拉的賽果而感到亢奮。練馬師苗禮德說：「現時有多匹較年長的賽駒已無復當年勇，『勇戰神駒』得以晉身本地最佳長途馬之列。」
2021年10月17日，田泰安策騎「勇戰神駒」出戰國際二級賽沙田錦標。這是「勇戰神駒」首次在港角逐1600米的賽事，但最終牠仍然以馬頸位之先擊敗「友誼至好」奪魁，而再一個馬頸位之後為第三名的「飛輪閃耀」。賽後，田泰安說：「1600米的途程對牠來說始終是一個疑問，但牠賽前的試閘及操練表現均甚佳。今季我一直表示，『勇戰神駒』相比起上季的確更進一步。」他補充：「不論在心智及體格上牠都彷如脫胎換骨，上季我策騎牠贏馬時，牠給我的感覺是匹步步尺七的高頭大馬，純憑質素取勝，但仍未太知競賽為何物，今季我感覺到牠的心智更為成熟，體型上亦更成長，展步更為流暢。」
2022年4月24日，賀銘年策騎「勇戰神駒」出戰國際一級賽女皇盃，僅負於「浪漫勇士」及「飛輪閃耀」，取得第三名。
2022年5月4日，「勇戰神駒」報名寶塚紀念賽，但最後沒有前行出賽，2023年亦是如此。
2023年6月29日，「勇戰神駒」宣告在香港退役，2024年轉往澳洲延續競賽生涯。

## 在港勝出賽事全紀錄
| 比賽日期   | 賽事名稱                       | 賽事班次 | 賽道 | 賽事路程 | 比賽馬場 | 名次 | 完成時間 | 騎師   |
| ---------- | ------------------------------ | -------- | ---- | -------- | -------- | ---- | -------- | ------ |
| 21/02/2021 | 雄心威龍讓賽                   | 第二班   | 草地 | 2000米   | 沙田馬場 | 1    | 2:01.55  | 莫雷拉 |
| 23/05/2021 | 渣打冠軍暨遮打盃               | G1       | 草地 | 2400米   | 沙田馬場 | 1    | 2:25.25  | 田泰安 |
| 17/10/2021 | 東方表行60週年沙田錦標（讓賽） | G2       | 草地 | 1600米   | 沙田馬場 | 1    | 1:34.40  | 田泰安 |

## 在港一級賽出賽全紀錄
| 比賽日期   | 賽事名稱         | 賽事班次 | 賽道 | 賽事路程 | 比賽馬場 | 名次 | 完成時間 | 騎師   |
| ---------- | ---------------- | -------- | ---- | -------- | -------- | ---- | -------- | ------ |
| 23/05/2021 | 渣打冠軍暨遮打盃 | G1       | 草地 | 2400米   | 沙田馬場 | 1    | 2:25.25  | 田泰安 |
| 12/12/2021 | 浪琴表香港盃     | G1       | 草地 | 2000米   | 沙田馬場 | 11   | 2:02.25  | 田泰安 |
| 20/02/2022 | 花旗銀行香港金盃 | G1       | 草地 | 2000米   | 沙田馬場 | 9    | 2:08.13  | 梁家俊 |
| 24/04/2022 | 富衛保險女皇盃   | G1       | 草地 | 2000米   | 沙田馬場 | 3    | 2:00.49  | 賀銘年 |
| 22/05/2022 | 渣打冠軍暨遮打盃 | G1       | 草地 | 2400米   | 沙田馬場 | 5    | 2:27.77  | 田泰安 |
| 11/12/2022 | 浪琴香港瓶       | G1       | 草地 | 2400米   | 沙田馬場 | 4    | 2:28.01  | 田泰安 |
| 29/01/2023 | 董事盃           | G1       | 草地 | 1600米   | 沙田馬場 | 7    | 1:35.08  | 賀銘年 |
| 26/02/2023 | 香港金盃         | G1       | 草地 | 2000米   | 沙田馬場 | 5    | 2:00.37  | 布文   |
| 26/02/2023 | 渣打冠軍暨遮打盃 | G1       | 草地 | 2400米   | 沙田馬場 | 6    | 2:27.24  | 田泰安 |

## 外部連結
- . 2021-05-23  [2021-05-23]. （原始内容存档于2021-05-26）.
- . 2021-10-17  [2021-10-17]. （原始内容存档于2021-10-20）.